# Maarten Houttuyn
Maarten Willem Houttuyn (1720 Hoorn – 2. května 1798 Amsterdam) byl nizozemský lékař a přírodovědec.

## Život a kariéra
Maarten Houttuyn studoval medicínu v Leidenu. V roce 1753 přesídlil do Amsterdamu, kde si zřídil vydavatelství.

## Dílo
Maarten Houttuyn v roce 1773 vydal 37 svazkové dílo Natuurlijke Historie of uitvoerige Beschrÿving der Dieren, Planten en Mineraalen, volgens het Samenstel van der Heer Linnaeus. 14 svazků (8600 stran se 125 ilustracemi) bylo věnováno rostlinám. Práce navazovala na Linného Systema Naturae.
Byl po něm pojmenován rostlinný rod Houttuynia Thunb. z čeledi Saururaceae.